# Сан-Поло-ді-П'яве
Сан-Поло-ді-П'яве (італ. San Polo di Piave, вен. San Poło de Piave) — муніципалітет в Італії, у регіоні Венето, провінція Тревізо.
Сан-Поло-ді-П'яве розташований на відстані близько 440 км на північ від Рима, 40 км на північ від Венеції, 18 км на північний схід від Тревізо.
Населення — 4860 осіб (2014).

## Демографія
Населення за роками:

Станом на 1 січня 2023 року в муніципалітеті офіційно проживало 889 іноземців з 36 країн, серед них 336 громадян країн Євросоюзу та 14 громадян України.

## Сусідні муніципалітети
- Чимадольмо
- Фонтанелле
- Ормелле
- Ваццола